# Dispersão elástica
Em teoria da dispersão e em particular em física de partículas, dispersão elástica é uma das formas específicas de dispersão. Neste processo, a energia cinética da partícula incidente é conservada, noutras palavras, as partículas dispersas tem a mesma energia que as partículas incidentes, somente sua direção de propagação é modificada (por interação com outras partículas e/ou um potential).

## Dispersão elástica de elétrons
Quando a partícula alfa é uma partícula incidente e é difratada no potencial de Coulomb de átomos e moléculas, o processo de dispersão elástica é chamado dispersão de Rutherford.
Em muitas técnicas de difração de elétrons como a difração de elétrons de alta energia por reflexão (RHEED, de reflection high energy electron diffraction), difração eletrônica por transmissão (TED, de transmission electron diffraction), e difração eletrônica gasosa (GED, gas electron diffraction), onde os elétrons incidentes possuem energia suficientemente alta (>10 keV), a dispersão elástica de elétrons passa a ser o principal componente do processo de dispersão e a intensidade de dispersão é expressa como uma função da transferência de momento definido como a diferença entre o vetor momento do elétron incidente e a do elétron disperso.